# دانیل بومبرگ

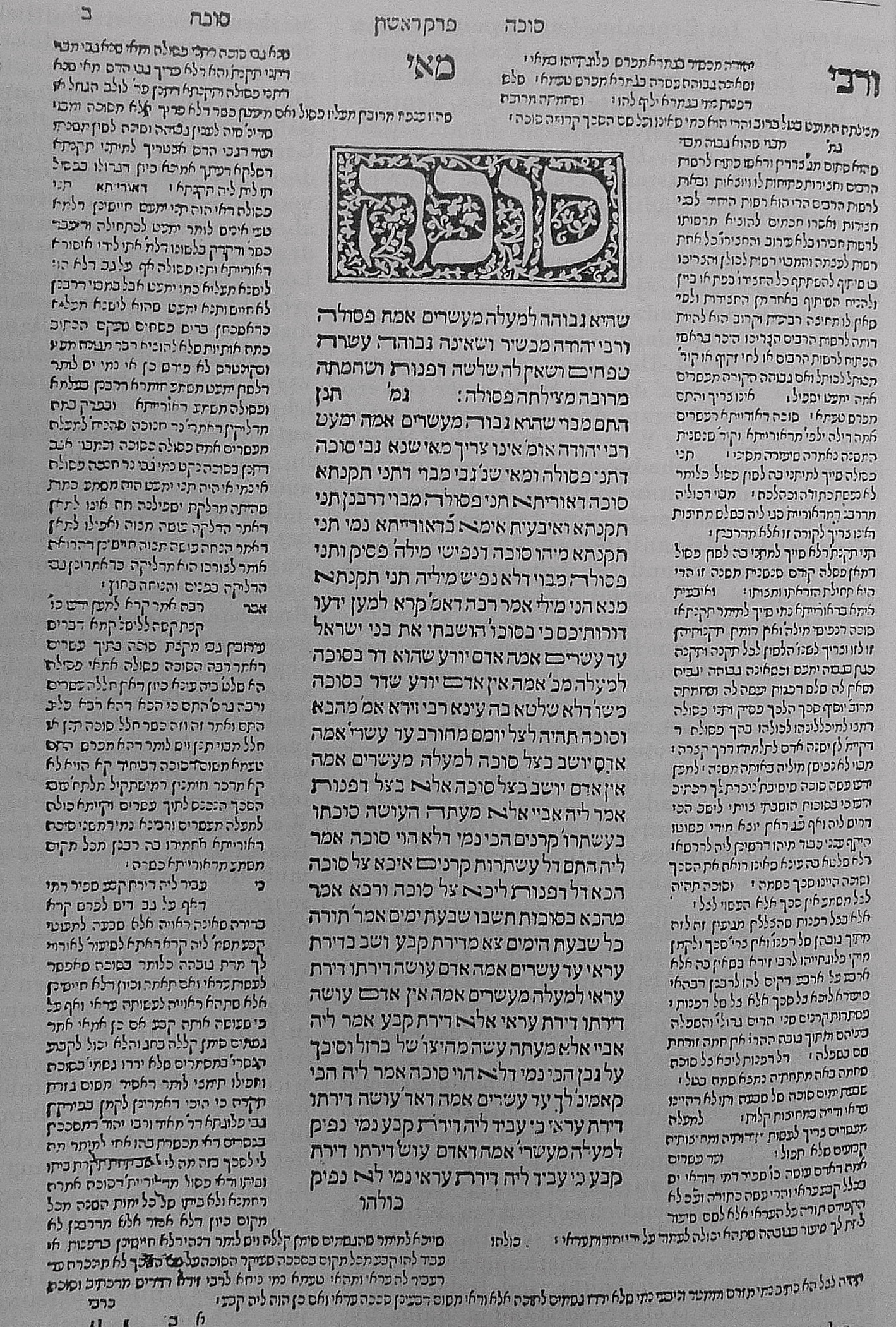
تلمود بابلی؛ نسخه 2d; چاپ شده توسط Daniel Bomberg, ونیز.

دانیل بومبرگ (۱۴۸۳–۱۵۴۹) یکی از مهم‌ترین ناشران کتاب‌های عبری است. وی یک مسیحی بود که خاخام‌ها، پژوهشگران و دیگران را در چاپخانه اش واقع در شهر ونیز بکار می‌گرفت. بومبرگ اولین نسخه میقرائوت گدالوت (از کتاب‌های مقدس خاخامی) و نسخ کامل تلمود بابلی و تلمود اورشلیمی را چاپ کرد. این کتاب‌ها، مجموعه ای استاندارد را تشکیل دادند که تا به امروز، به ویژه در تنظیم تلمود بابلی، طرح کلی تفاسیر راشی و توسافوت مورد استفاده هستند. انتشارات بومبرگ حدود ۲۰۰ کتاب عبری در موضوعات سیدوریم (کتاب‌های نماز)، پاسخ به سوالات شرعی، قانون، فلسفه، اخلاق، تفسیر و دیگر موضوعات را به چاپ رسانید. او اولین ناشر کتاب‌های عبری در ونیز و همین‌طور اولین ناشر غیر یهودی کتاب به زبان عبری بود.